# Ahilya bicornigera
Ahilya bicornigera là một loài tò vò trong họ Ichneumonidae.